# 박병종
박병종(朴炳淙, 1954년 2월 20일 ~, 전라남도 고흥군)은 대한민국의 정치인이다. 제40·41·42대 고흥군수를 역임했다.

## 학력
- 도덕초등학교 졸업
- 고흥도양중학교 졸업
- 고흥농업고등학교 졸업
- 순천제일대학교 경영정보학부 학사
- 한국방송통신대학교 경영학과 학사
- 전남대학교 경영대학원 경영학 석사 수료

## 경력
- 제11대 전라남도 고흥군 축산업협동조합 조합장
- 제12대 전라남도 고흥군 축산업협동조합 조합장
- 제17대 총선 새천년민주당 고흥 선거대책위원회 위원장
- 2005.5 ~ 2006.3 제7대 전라남도의회 의원(민선 3기, 전남 고흥군 제2선거구, 새천년민주당→민주당, 초선)
  - 제7대 전라남도의회 2010여수세계박람회유치특별위원회 위원
- 법무부 범죄예방 고흥지구 회장
- 고흥교육청 교육행정 자문위원
- 조선대학교 겸임교수
- 고흥경찰서 행정발전위원회 위원
- 2006.7 ~ 2018.6 제40~42대 전라남도 고흥군수(민선 4·5·6기, 민주당→통합민주당→민주당→민주통합당→민주당→새정치민주연합→더불어민주당, 3선)
- 2016.7 ~ 2018.7 : 더불어민주당 전라남도당 고흥군·보성군·장흥군·강진군 지역위원회 위원장
- 2017.7 ~ 2018.6 : 전국시장군수구청장협의회 대변인 및 전라남도시장군수협의회 회장

## 역대 선거 결과
|  | 27.78% |

|  | 57.30% |

|  | 53.29% |

|  | 48.79% |

|  | 42.47% |